# Cimetière d'Aşiyan
Le cimetière d'Aşiyan (turc : Aşiyan Mezarlığı, prononcé [a:ʃijan mezɑɾɫɯ:'ɯ])  est un cimetière de la rive européenne d'Istanbul, situé dans les quartiers de Bebek et de Rumelihisarı.
Situé face au Bosphore, il est considéré comme un « cimetière de célébrités » et plus particulièrement de poètes. Le prix d'achat d'une concession était fin 2015 de 18 000 livres turques, ce qui en fait un des cimetières les plus chers d'Istanbul. Il n'y avait à cette date plus de places libres.
Le 20 mai 2010 un individu déséquilibré y a abattu un policier.
Aşiyan signifie nid.

## Enterrements
- Abidin Dino (1913-1993), peintre et écrivain turc
- Adnan Veli Kanık (1916-1972), écrivain et journaliste turc
- Ahmet Aydın Bolak (1925-2004), homme politique et homme d'affaires turc
- Ahmet Hamdi Tanpınar (1901-1962), poète, écrivain et homme politique turc
- Ahmed Vefik Paşa (1823-1891), homme d'État ottoman, traducteur et écrivain
- Attila İlhan (1925-2005), poète et écrivain turc
- Ayla Algan (1937-2024), artiste de théâtre, actrice et chanteuse turque
- Ayşegül Devrim (1942-2009) actrice turque de théâtre, de cinéma et de séries télévisées
- Bedia Muvahhit (1896/1897-1994), actrice turque
- Beklan Algan (1933-2010), acteur, écrivain et réalisateur turc
- Cihat Arman (1915-1994), footballeur turc
- Celal Yalnız (1886-1962), penseur et poète turc
- Curt Kosswig (1903-1982), zoologiste et généticien allemand
- Çiğdem Talu (1939-1983), poète et professeur turque
- Demirtaş Ceyhun (1934-2009), écrivain turc
- Doğan Cüceloğlu (1938-2021), psychologue et académicien turc
- Edip Cansever (1928-1986), poète turc
- Erdoğan Teziç (1936-2017), avocat et académicien turc
- Erich Frank (1884-1957), médecin allemand
- Fahri Belen (1893-1975), soldat et homme politique turc
- Fazile İbrahim (1941-2024), membre de la dynastie ottomane
- Filiz Akın (1943-2025), actrice turque
- Gündüz Kılıç (1918-1980), footballeur turc
- Güngör Uras (1933-2018), universitaire et écrivain turc
- Hamdi Bozbağ (1918-2012), homme politique turc
- Hanzade Sultan (1923-1998), membre de la dynastie ottomane
- Hasan Pulur (1932-2015), journaliste turc
- Hilmi Ziya Ülken (1901-1974), philosophe et sociologue turc
- Hurrem Erman (1913-2003), producteur de cinéma turc
- İhsan Devrim (1914-2010), acteur turc
- İhsan Raif Hanım (1877-1926), poète et compositeur turc
- İlhan İrem (1955-2022), chanteuse turque
- Kemal Arıkan (1927-1982), acteur et écrivain turc
- Komet (1941-2022), peintre et poète turc
- Mehmet Ali Aybar (1908-1995), avocat et député turc
- Mehmet Üstünkaya (1935-2000), homme d'affaires et directeur sportif turc
- Mîna Urgan (1915-2000), professeur et écrivaine de littérature turque anglaise
- Münir Nurettin Selçuk (1900-1981), chanteur et compositeur turc
- Necla Sultan (1926-2006), membre de la dynastie ottomane
- Neslişah Osmanoğlu (1921-2012), membre de la dynastie ottomane
- Nigâr Hanım (1856-1918), poète ottomane
- Nuri Ergün (1928-2010), acteur turc
- Onat Kutlar (1936-1995), poète et écrivain turc
- Orhan Duru (1933-2009), journaliste et écrivain turc
- Orhan Veli Kanık (1914-1950), poète turc
- Osman Yagmurdereli (1953-2008), musicien, acteur et homme politique turc
- Ömer Fahreddin Türkkan (1868-1948), soldat et diplomate turc
- Ömer Uluç (1931-2010), peintre, artiste turc
- Özdemir Asaf (1923-1981), poète turc
- Sadi Irmak (1904-1990), médecin et homme politique turc
- Sabiha Sultan (1894-1971), membre de la dynastie ottomane
- Şükûfe Nihal Başar (1896-1973), poète, enseignant et activiste turc
- Şükran Güngör (1926-2002), acteur turc
- Tahir Karauguz (1898-1982), poète et homme politique turc
- Tahsin Demiray (1903-1971), éditeur et homme politique turc
- Tarhan Erdem (1933-2022), homme politique turc
- Teoman Duralı (1947-2021), philosophe, penseur et académicien turc
- Tevfik Fikret (1867-1915), poète et écrivain turc
- Tevfik Rüştü Aras (1883-1972), homme d'État turc
- Tezer Özlü (1943-1986), écrivain turc
- Turgut Uyar (1927-1985), poète turc
- Uluğ Nutku (1935-2014), philosophe et académicien turc
- Ulvi Uraz, (1921-1974), acteur et réalisateur turc
- Yahya Kemal Beyatlı (1884-1958), poète, penseur, écrivain et homme politique turc
- Yıldız Kenter (1928-2019), actrice turque
- Yılmaz Atadeniz (1932-2023), scénariste et réalisateur turc
- Ziya Şengül (1944-2023), footballeur turc
- Ziya Songülen (1886-1936), premier président du club sportif de Fenerbahçe

## Galerie de photographies

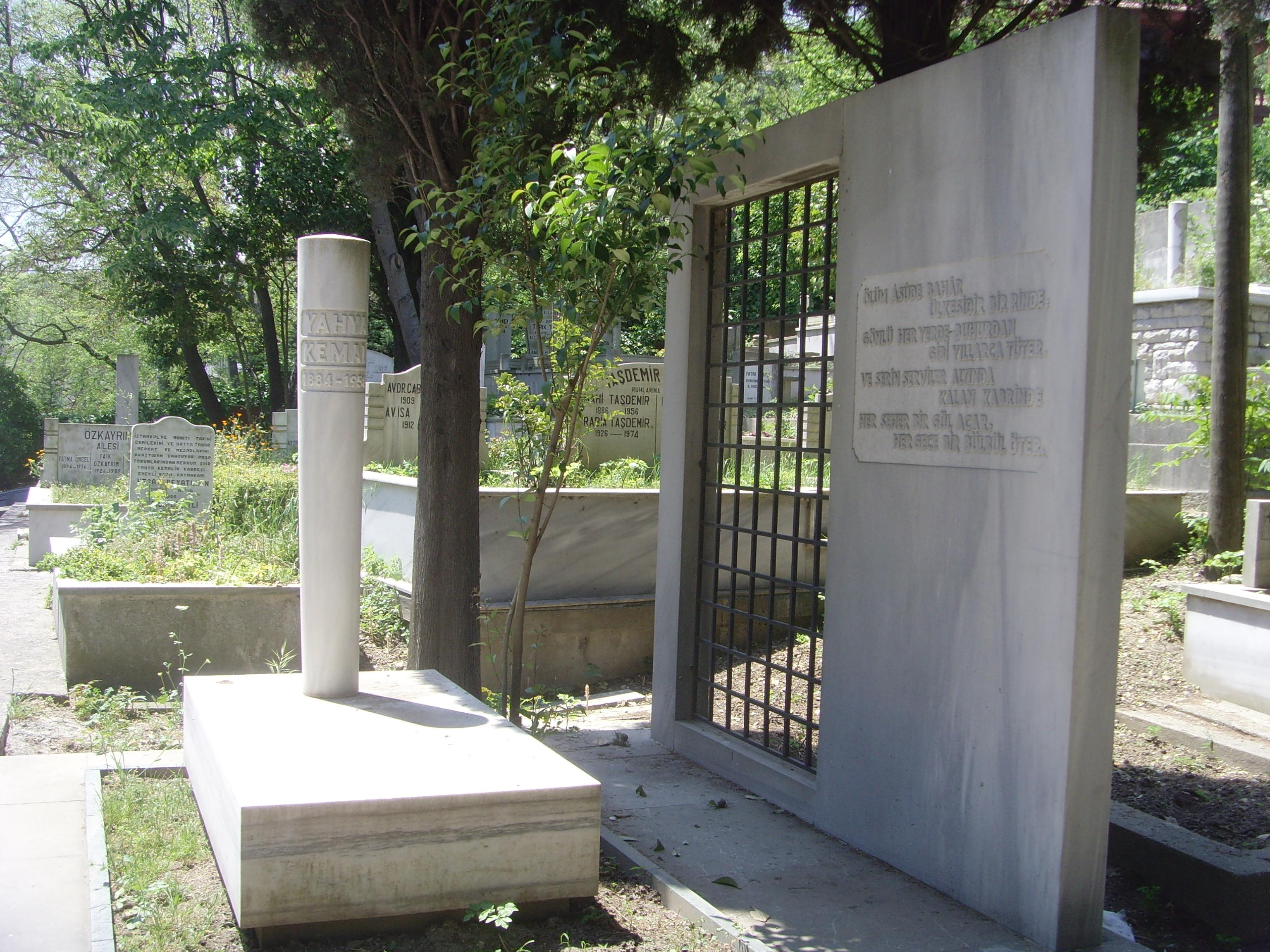
Tombe de Yahya Kemal.
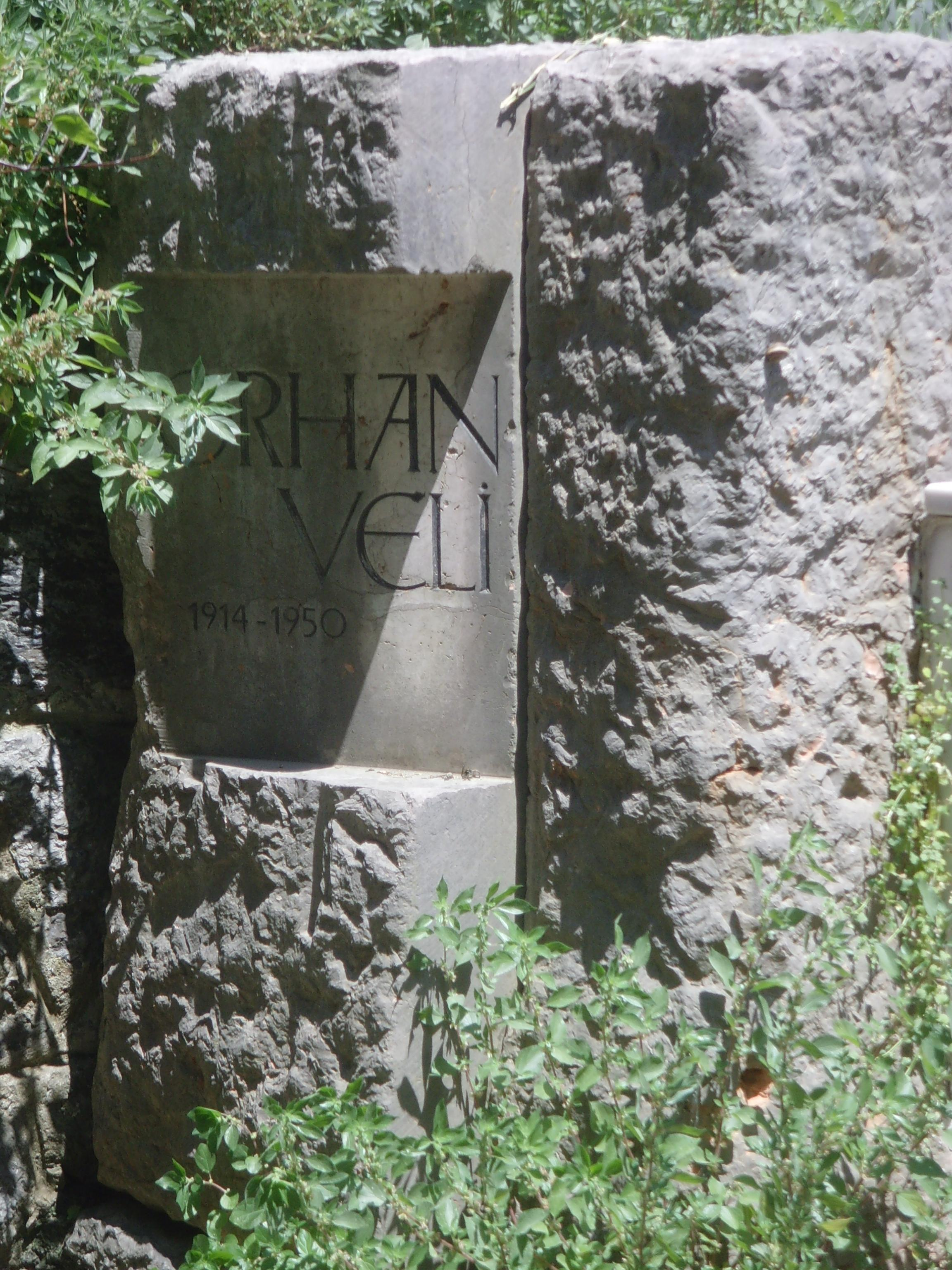
Tombe d'Orhan Veli.
- Vue à partir du Bosphore du cimetière et du pont Fatih Sultan Mehmet.